# Liste der Baudenkmäler in Velburg

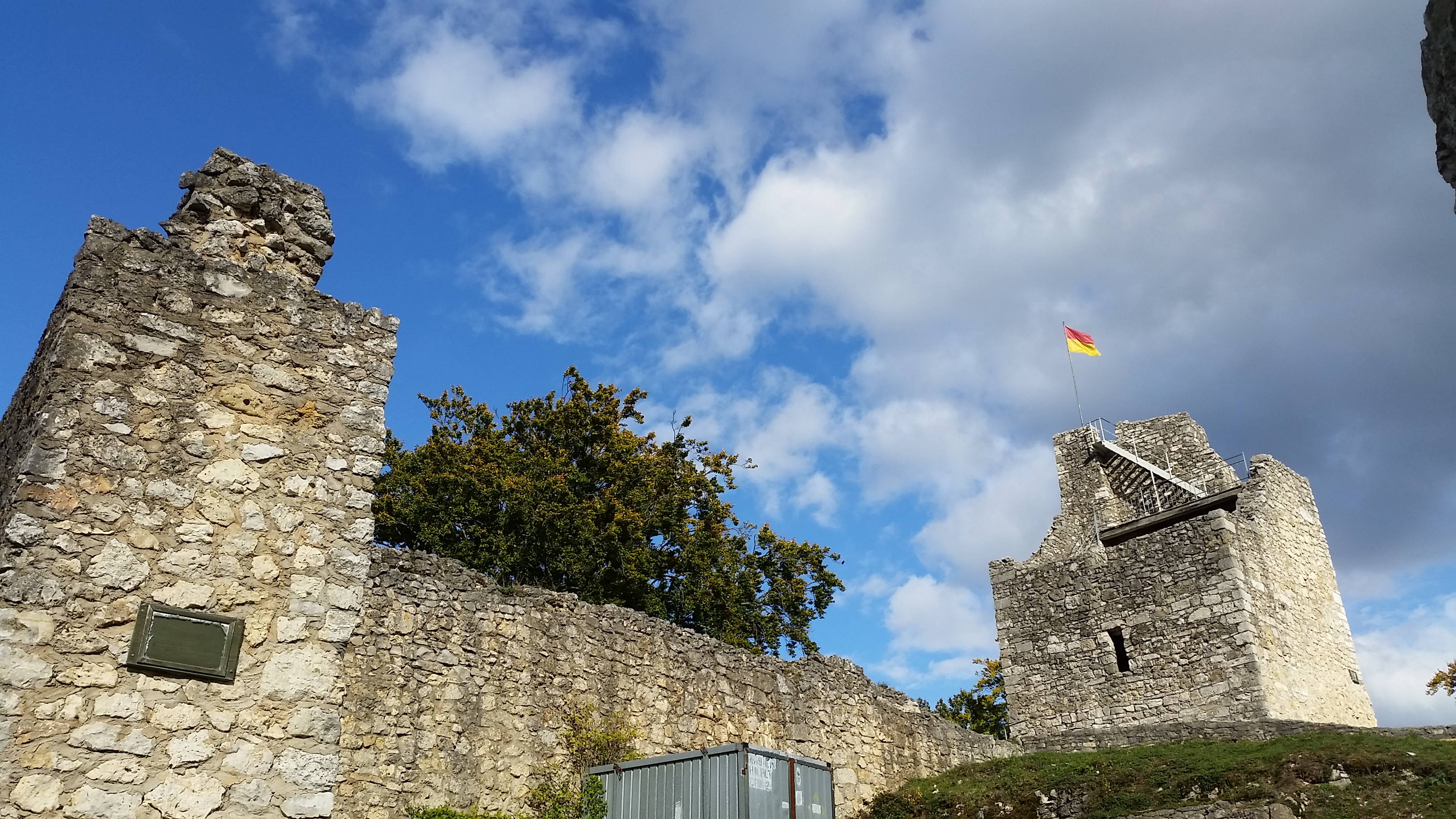
Burgruine Velburg

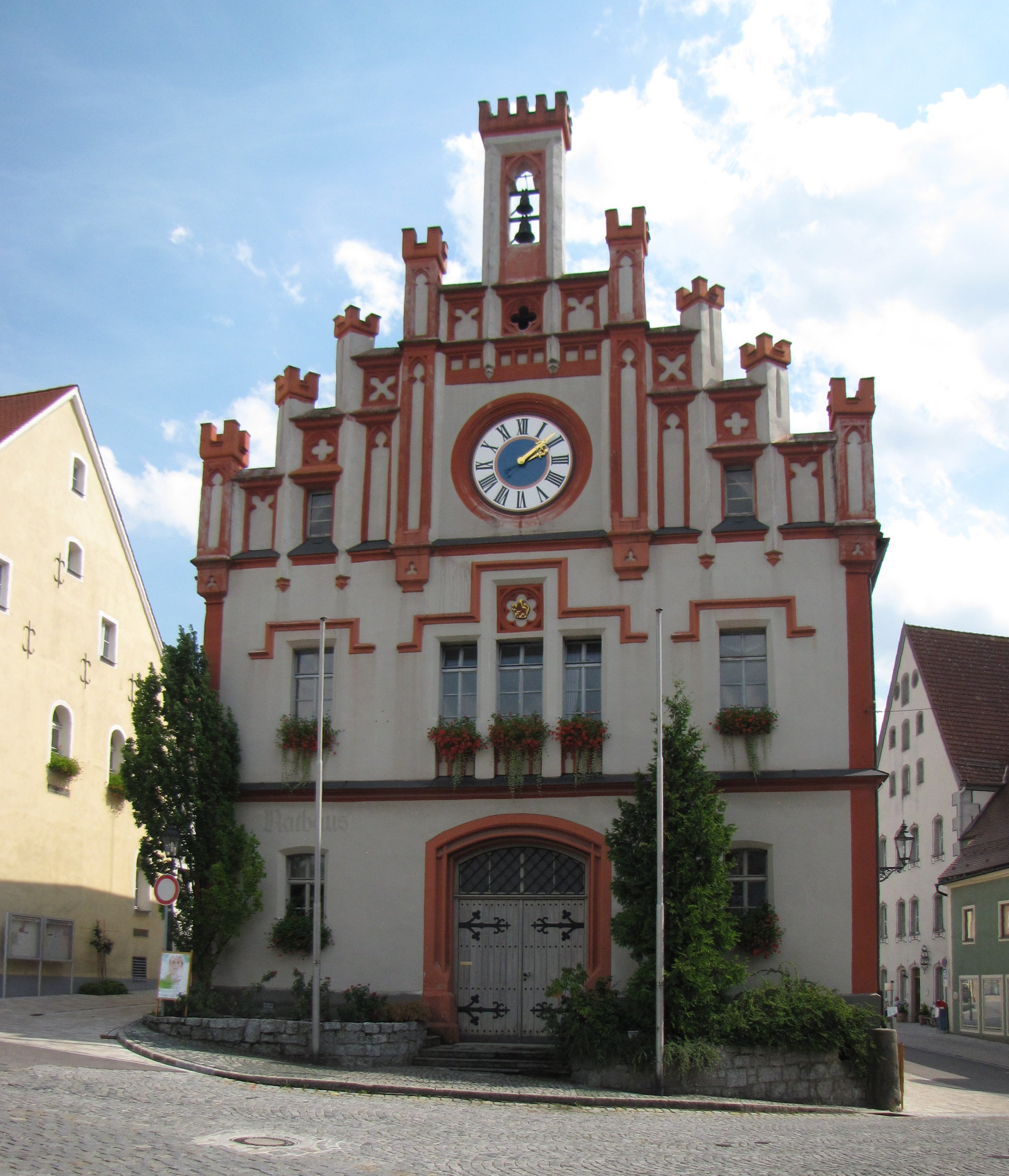
Velburger Rathaus

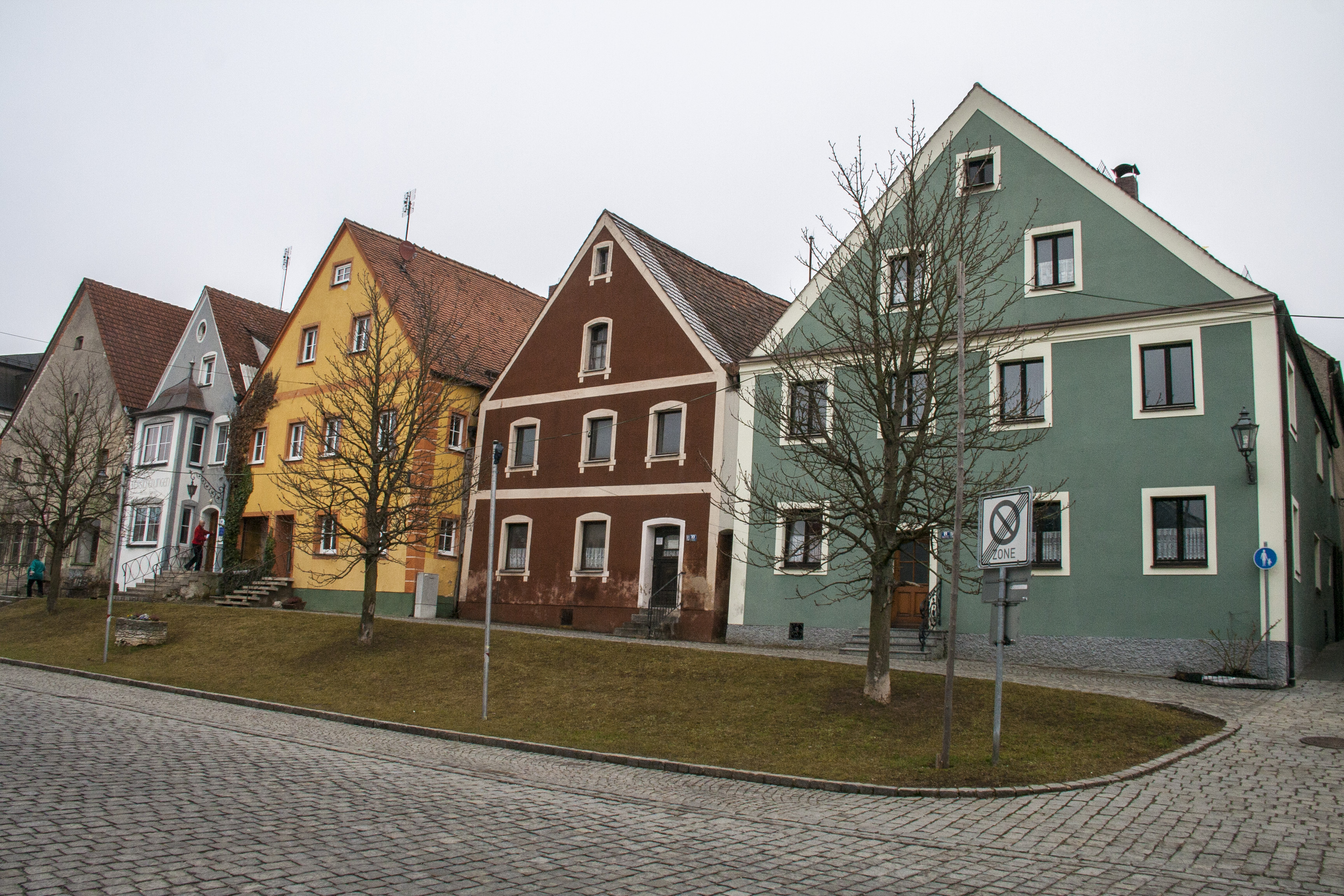
Velburger Ortskern

Auf dieser Seite sind die Baudenkmäler in der Oberpfälzer Stadt Velburg zusammengestellt. Diese Tabelle ist eine Teilliste der Liste der Baudenkmäler in Bayern. Grundlage ist die Bayerische Denkmalliste, die auf Basis des Bayerischen Denkmalschutzgesetzes vom 1. Oktober 1973 erstmals erstellt wurde und seither durch das Bayerische Landesamt für Denkmalpflege geführt wird. Die folgenden Angaben ersetzen nicht die rechtsverbindliche Auskunft der Denkmalschutzbehörde.

## Ensembles

### Ensemble Altstadt Velburg

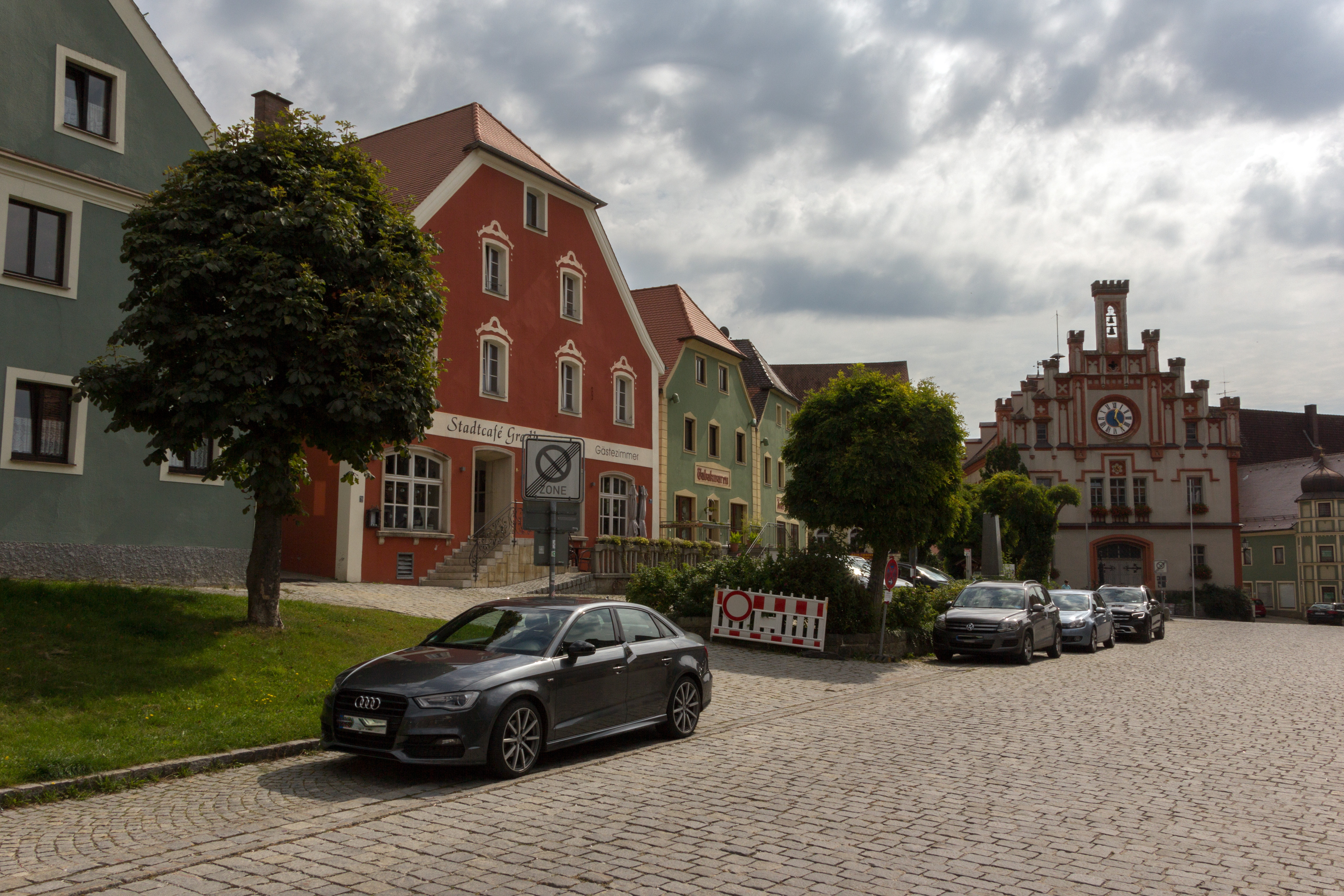
Ensemble Velburg

Das Ensemble Velburg ist ein noch heute klar ablesbares Beispiel für eine systematische Stadtgründung des 13. Jahrhunderts, die im Zusammenhang mit einer bereits früher bestehenden Burg stand. Nach dem Aussterben der Velburger und dem Übergang an die Wittelsbacher 1217 entstand wohl um 1250/60 am südwestlichen Abhang des Burgberges hin zum Frauenbach der neue Markt Veldorf, genannt erstmals um 1285, um 1410 erfolgte die Stadtgründung. 
1507 ging die Stadt als Schenkung an die Reichsritter von Wispeck, nach deren Aussterben diese an Pfalz-Neuburg heim fiel. Mit der Verlegung des Pflegamtssitzes von der Burg in die Stadt vollzog sich auch die Namensumbenennung in Velburg, erst zu diesem Zeitpunkt erfolgt die Gründung einer eigenen Pfarrei. In den Jahren 1540, 1553, 1574 und 1664 vernichteten Brände wiederholt große Teil der Bebauung. 
Durch die Verlegung des Bezirksamtes 1880 von Velburg nach Parsberg, durch die Auflösung des Vermessungsamtes (1929), des Finanzamtes (1932) und durch die Wiedererrichtung und Erweiterung des Truppenübungsplatzes Hohenfels im Jahre 1951 erlitt Velburg starke Zentralitätsverluste. 
In ungefähr trapezförmigem Umriss ist der Innenbereich durch drei hangparallele Straßenzüge gegliedert, an unterster Stelle von der Unteren Gasse, in der Mitte, zum stattlichen Straßenmarkt erweitert, vom Stadtplatz und weiter aufwärts durch die Obere Gasse und die Straße Am Ring. Vom Stadtplatz führen radial in Richtung auf den Gipfel des Burgberges zwei Straßen bergan, die Kolpingstraße und die Burgstraße, die vor ihrem Zusammenschluss an der Stadtmauer die Stadtpfarrkirche umschließen. Die von einer einfachen, mit Türmen verstärkten Mauer umgebene Stadt hatte einen vorgelagerten Graben, der im 19. Jahrhundert teilweise in Obstgärten umfunktioniert wurde, und zwei Stadttore, von denen das südliche Ende des 19. Jahrhunderts abgetragen wurde. An der verkehrsmäßigen Zentralstelle, wo vom südlichen Stadttor die Einmündung in den Stadtplatz und die Anbindung an den Hinteren Markt sowie an die Burgstraße erfolgte, wurde das Rathaus in freistehender Bauweise errichtet. 
Der Hintere Markt war ein Nebenmarkt und hatte ursprünglich keine Ausfahrt durch die Stadtmauer. An der Stelle des 1858 wegen Baufälligkeit abgebrochenen Vorgängers aus dem 16. Jahrhundert entstand ein Neubau. Die meist giebelständige Bebauung von Ackerbürgeranwesen, nach Bränden, besonders dem Stadtbrand von 1540, mehrfach erneuert, umschließt den Hauptbereich des Stadtplatzes, der durch eine Geländestufe zwischen West- und Ostseite gegliedert wird. Am alten Verkehrsknotenpunkt beim Rathaus finden sich einige stattliche Gebäude, die auf den Pflegamtssitz hinweisen und mit ihren Erkerbauten einen architektonischen Anspruch verkörpern. Die rückseitigen, zu den Anwesen am Stadtplatz gehörigen Wirtschaftsgebäude werden durch die beiden Parallelgassen erschlossen.
Aktennummer: E-3-73-167-1

## Stadtbefestigung
| Lage                | Objekt                               | Beschreibung | Akten-Nr.    | Bild |
| ------------------- | ------------------------------------ | --- | ------------ | ---- |
| ()                  | Ehemalige Stadtbefestigung           | Stadtmauer mit Türmen und Ringgraben, Bruchsteinmauern aus Kalk- und Sandstein, älteste Reste 13. Jahrhundert, erneuert anlässlich der Stadterhebung um 1410, erste Erwähnung um 1417 Erhaltene Teile unter den Adressen: - Kolpingstraße 21 (Rest der Mauer auf der N-Seite des Grundstücks); - Parsberger Straße 1, - Untere Gasse 1, - Untere Gasse 3–9 (Mauerzug nahe der SW-Ecke); - Untere Gasse 15–19 (Mauerzug); - Untere Gasse 53, 55, 57 (Mauerzug der NW-Ecke); - Untere Gasse 63 (Teil der Mauer bis zum nördlichen Stadttor); - Wispeckweg 2–14 (Reste der Mauern auf der Rückseite der Grundstücke); - Wispeckweg 14 (mit Ecke des Oberen Tores); - Zum Stadtturm 5, 5a, 7–15 (Mauerzug auf der S-Seite); - Zum Stadtturm 19 (sogenannter Tiefsturm, dreigeschossiger Rundturm mit Kegeldach und Mauerscharten, wohl Mitte 13. Jahrhunderts); - Zum Stadtturm (Mauerzug auf der SO-Seite). | D-3-73-167-1 |      |
| Zum Stadtturm 19 () | Turm der ehemaligen Stadtbefestigung | Wohl Mitte 13. Jahrhundert; anschließend Mauerzug bis Burggasse 26, Mitte 13. Jahrhundert | D-3-73-167-1 |      |

## Baudenkmäler nach Gemeindeteilen

### Velburg
| Lage                                                     | Objekt                                                               | Beschreibung | Akten-Nr.      | Bild                                      |
| -------------------------------------------------------- | -------------------------------------------------------------------- | --- | -------------- | ----------------------------------------- |
| Am Ring 2 (Standort)                                     | Bürgerhaus                                                           | Zweigeschossiger und traufständiger Steildachbau, 17./18. Jahrhundert | D-3-73-167-4   | BW                                        |
| Burgstraße 2 (Standort)                                  | Gasthaus                                                             | Zweigeschossiger und traufständiger Satteldachbau mit weit vorkragender Traufe und Rundbogenfenstern, 17./18. Jahrhundert, Umbau im Rundbogenstil um 1840/50 | D-3-73-167-5   | BW                                        |
| Burgstraße 3 (Standort)                                  | Ehemaliger Zehentstadel                                              | Eingeschossiger und giebelständiger Steildachbau mit Ladeluken, 17. Jahrhundert | D-3-73-167-26  | weitere Bilder                            |
| Burgstraße 7, Kolpingstraße (Standort)                   | Katholische Pfarrkirche St. Johann Baptist                           | Dreischiffige Staffelhalle mit eingezogenem Polygonalchor, Steildach und Flankenturm mit verschindelter Zwiebelhaube, Chor und Mittelschiff spätgotisch, linkes Seitenschiff 16. Jahrhundert, rechtes Seitenschiff und Barockisierung 1717–21, Turmunterbau Mitte 13. Jahrhundert, nach Brand 1754 wiederaufgebaut; mit Ausstattung; Kreuzstein mit griechischem Kreuz, Sandstein, beschädigt, wohl spätmittelalterlich | D-3-73-167-6   | weitere Bilder                            |
| Burgstraße 8 (Standort)                                  | Ehemaliges Magistratsgebäude                                         | Zweigeschossiger Eckbau mit Satteldach, Schweifgiebel, Standerker mit Welscher Haube, Putzgliederungen und Ladeluken, 17. Jahrhundert | D-3-73-167-7   | weitere Bilder                            |
| Herz-Jesu-Berg (Standort)                                | Marterl                                                              | Schmiedeeisenkreuz mit Blechschnittfiguren, 2. Hälfte 18. Jahrhundert | D-3-73-167-181 | BW                                        |
| Herz-Jesu-Berg (Standort)                                | Kapelle Herz Mariä                                                   | Polygonal schließender Satteldachbau mit Dachreiter und Blechdeckung, 1889; mit Ausstattung | D-3-73-167-9   | weitere Bilder                            |
| Herz-Jesu-Berg 2, Herz-Jesu-Berg (Standort)              | Katholische Wallfahrtskirche Herz-Jesu auf dem sogenannten Kreuzberg | Grabkapelle um 1740, darüber Turmbau mit Spitzhelm, 1920, nach Westen Saalkirche mit leicht eingezogenem Chor, 1770, und Oktogon mit Zeltdach und Laterne, 1791–92; mit Ausstattung; Kreuzweg, Pfeiler auf gestuftem Sockel, Kopfstücke mit Satteldach und stichbogiger Nische, neugotisch, 2. Hälfte 19. Jahrhundert, Station 9 und die Kreuzwegbilder erneuert                                                        | D-3-73-167-8   | weitere Bilder                            |
| Hinterer Markt 1 (Standort)                              | Rathaus, ehemalige Schule                                            | Zweigeschossiger und giebelständiger Satteldachbau mit Zinnengiebel und Blendmaßwerk, neugotisch, 1863–65 | D-3-73-167-10  | weitere Bilder                            |
| Hinterer Markt 2 (Standort)                              | Ehemaliger Hofkasten                                                 | Zweigeschossiger und giebelständiger Satteldachbau mit fünfseitigem Erkerturm mit Zwiebelhaube, 17. Jahrhundert, im Kern älter | D-3-73-167-11  | BW                                        |
| Hinterer Markt 4 (Standort)                              | Ehemaliger Zehentstadel, jetzt Altersheim                            | Dreigeschossiger und giebelständiger Steildachbau mit stichbogigen Öffnungen, 16./17. Jahrhundert | D-3-73-167-12  | Ehemaliger Zehentstadel, jetzt Altersheim |
| Hinterer Markt 15 (Standort)                             | Bürgerhaus                                                           | Zweigeschossiger und giebelständiger Satteldachbau mit Bodenerker, Ladeluken und Inschrifttafel, bezeichnet mit 1651 | D-3-73-167-13  | BW                                        |
| Kolpingstraße 19 (Standort)                              | Wappentafel des Jörg Wiespeck                                        | Doppelwappen mit Wappenhalter, Sandstein, 15. Jahrhundert | D-3-73-167-27  | Wappentafel des Jörg Wiespeck             |
| Neumarkter Straße (Standort)                             | Wegkapelle                                                           | Giebelständiger Satteldachbau mit korbbogigem Eingang, 18. Jahrhundert; mit Ausstattung | D-3-73-167-17  | weitere Bilder                            |
| Neumarkter Straße 1, Untere Gasse 63 (Standort)          | Bürgerhaus                                                           | Zweigeschossiger Steildachbau in Ecklage, mit Putzgliederungen, 17./18. Jahrhundert | D-3-73-167-14  | BW                                        |
| Neumarkter Straße 3, 4 (Standort)                        | Nördliches Stadttor                                                  | Zweiteilige Anlage des 14.–16. Jahrhunderts; Torhaus mit korbbogiger Durchfahrt Gewölbe und Balkendecke, zweigeschossiges Vortor mit ehemaliger Pförtnerwohnung im Obergeschoss, Krüppelwalm- und Walmdach, Torbau 14. Jahrhundert, Vortor wohl Anfang 16. Jahrhundert, westlicher Flankenbau als zweigeschossiger Halbwalmdachbau, östlicher Flankenbau als zweigeschossiger Frackdachbau                              | D-3-73-167-15  | weitere Bilder                            |
| Neumarkter Straße 6 (Standort)                           | Wirtshausschild zum weißen Hahn                                      | Schmiedeeisen, klassizistisch, um 1800 | D-3-73-167-16  | BW                                        |
| Parsberger Straße 2 (Standort)                           | Wohnhaus                                                             | Dreigeschossiger Eckbau mit Halbwalmdach, Fußwalm, polygonalem Eckerker, 18. Jahrhundert | D-3-73-167-18  | BW                                        |
| Parsberger Straße 6 (Standort)                           | Wohnhaus                                                             | Zweigeschossiges und giebelständiges Oberpfälzer Bänderhaus mit Satteldach, 17./18. Jahrhundert | D-3-73-167-19  | BW                                        |
| Sankt-Anna-Weg (Standort)                                | Zwei Steinkreuze                                                     | Griechische Form, wohl spätmittelalterlich, aus Oberweiling transloziert; vor der St.-Anna-Kirche | D-3-73-167-24  | weitere Bilder                            |
| Sankt-Anna-Weg 1, Alte Seubersdorfer Straße 2 (Standort) | Katholische Friedhofskirche St. Anna                                 | Saalbau mit eingezogenem Polygonalchor und Dachreiter, im Kern um 1400, Umgestaltungen 17. und 18. Jahrhundert; mit Ausstattung; Teil der Friedhofsummauerung mit rundbogigem Eingang neben der Kirche; Ehemaliges Leichenhaus mit Walmdach, 18. Jahrhundert; Kreuzgrabstein mit gotischen Minuskeln an der Friedhofkirche, bezeichnet mit 1454 oder 1464                                                               | D-3-73-167-21  | weitere Bilder                            |
| Sankt-Anna-Weg 8 (Standort)                              | Wohnhaus                                                             | Zweigeschossiger und giebelständiger Mansardwalmdachbau, 17./18. Jahrhundert | D-3-73-167-22  | BW                                        |
| Schloßberg (Standort)                                    | Ruine der Burg der Herren von Velburg                                | 1129 erwähnt, 1217 an die Wittelsbacher, bis Ende des 16. Jahrhunderts Pflegamtssitz, ab Mitte 17. Jahrhundert Abbruch; Bering der Anlage gleichschenklig-dreieckig, Teile der Mauern, Fundamente des Nordtores und Bergfrieds, spätromanisch, Ende 12. Jahrhundert, Reste des Tores an der westlichen Ringmauer, wohl 16. Jahrhundert                                                                                  | D-3-73-167-2   | weitere Bilder                            |
| Stadtplatz (Standort)                                    | Wegkreuz                                                             | Holzkreuz mit Christus im Dreinageltypus, 19. Jahrhundert | D-3-73-167-33  | BW                                        |
| Stadtplatz (Standort)                                    | Kriegerdenkmal für die Gefallenen von 1870/71                        | Obelisk von 1855 in Neuverwendung auf mehrfach gestuftem Sockel, bezeichnet mit 1885 | D-3-73-167-32  | BW                                        |
| Stadtplatz 4 (Standort)                                  | Bürgerhaus                                                           | Zweigeschossiger und gestelzter, giebelständiger Halbwalmdachbau mit Putzgliederungen und doppelläufiger Freitreppe, 17./18. Jahrhundert | D-3-73-167-28  | BW                                        |
| Stadtplatz 6 (Standort)                                  | Bürgerhaus mit Krüppelwalmdach                                       | Zweigeschossiger und giebelständiger Schopfwalmdachbau mit Bändergliederung mit zweiläufiger Freitreppe, 17./18. Jahrhundert | D-3-73-167-29  | BW                                        |
| Stadtplatz 9; Stadtplatz 11 (Standort)                   | Ehemaliges Ackerbürgeranwesen, 18./19. Jahrhundert                   | Wohnhaus, zweigeschossiger und giebelständiger Eckbau mit Satteldach; Stallgebäude, zweigeschossiger Satteldachbau, traufständig zum Hof; Stadel, zweigeschossiger Satteldachbau mit Ausleger und Ladeluken; Hofmauer mit barockem Tor | D-3-73-167-162 | BW                                        |
| Stadtplatz 17 (Standort)                                 | Bürgerhaus                                                           | Zweigeschossiger und giebelständiger Satteldachbau mit Pilasterportal, 17./18. Jahrhundert | D-3-73-167-30  | weitere Bilder                            |
| Stadtplatz 18 (Standort)                                 | Ehemalige Apotheke, jetzt Sparkasse                                  | Zweigeschossiger und gestelzter Mansardwalmdachbau in Ecklage, mit Kniestock, Eckrisaliten und Putzgliederung, historistisch, 1876 | D-3-73-167-31  | weitere Bilder                            |
| Sankt-Leonhard-Weg 2 (Standort)                          | Evangelisch-Lutherische Spitalkirche St. Leonhard                    | Saalkirche mit eingezogenem Polygonalchor und Giebeldachreiter mit Zwiebelhaube, um 1480, Erweiterung um 1603; mit Ausstattung | D-3-73-167-25  | weitere Bilder                            |
| Untere Gasse 7 (Standort)                                | Wohnhaus                                                             | Zweigeschossiger und giebelständiger Satteldachbau mit vorkragendem Fachwerkobergeschoss, 17. Jahrhundert | D-3-73-167-35  | BW                                        |
| Untere Gasse 9 (Standort)                                | Wohnhaus                                                             | Zweigeschossiger und giebelständiger Satteldachbau mit Fachwerkobergeschoss, 17. Jahrhundert, mit Terracottarelief, 18. Jahrhundert | D-3-73-167-36  | BW                                        |
| Untere Gasse 15 (Standort)                               | Zugehöriger Stadel                                                   | Eingeschossiger und verputzter Bruchsteinbau mit Steildach und rundbogiger Durchfahrt, 18./19. Jahrhundert | D-3-73-167-183 | BW                                        |
| Zum Stadtturm (Standort)                                 | Zugehöriger Pavillon                                                 | Zugehöriger Pavillon, Oktogon mit Glockendach, 18. Jahrhundert | D-3-73-167-40  | BW                                        |
| Zum Stadtturm 2, vor dem Südtor der Stadt (Standort)     | Kapelle Zum gegeißelten Heiland                                      | Giebelständiger und halbrund geschlossener Satteldachbau, um 1750; mit Ausstattung; vor dem Südtor der Stadt | D-3-73-167-20  | BW                                        |
| Zum Stadtturm 7 (Standort)                               | Wohnhaus                                                             | Zweigeschossiger und traufständiger Satteldachbau, 18./19. Jahrhundert; mit Einbeziehung der Stadtmauer | D-3-73-167-37  | BW                                        |

### Albertshofen
| Lage                       | Objekt                                      | Beschreibung                          | Akten-Nr.     | Bild           |
| -------------------------- | ------------------------------------------- | ------------------------------------- | ------------- | -------------- |
| Albertshofen 12 (Standort) | Katholische Filialkirche St. Johann Baptist | Wohl 17. Jahrhundert; mit Ausstattung | D-3-73-167-42 | weitere Bilder |

### Altenveldorf
| Lage                                                  | Objekt                                      | Beschreibung                                                                                        | Akten-Nr.     | Bild           |
| ----------------------------------------------------- | ------------------------------------------- | --------------------------------------------------------------------------------------------------- | ------------- | -------------- |
| Lindenstraße 10 (Standort)                            | Katholische Filialkirche St. Johann Baptist | Saalbau mit eingezogenem Polygonalchor und Giebeldachreiter, Mitte 18. Jahrhundert; mit Ausstattung | D-3-73-167-43 | weitere Bilder |
| Kunzenloch; St 2251, an der Ortsdurchfahrt (Standort) | Steinkreuz                                  | Griechische Form, Kalkstein, wohl spätmittelalterlich                                               | D-3-73-167-44 | weitere Bilder |

### Bernla
| Lage                 | Objekt                | Beschreibung                                                         | Akten-Nr.     | Bild                  |
| -------------------- | --------------------- | -------------------------------------------------------------------- | ------------- | --------------------- |
| In Bernla (Standort) | Dorfkapelle St. Maria | Dreiseitig schließender Satteldachbau mit Glockendachreiter, 1858/59 | D-3-73-167-45 | Dorfkapelle St. Maria |

### Bogenhof
| Lage                  | Objekt            | Beschreibung                                                                                               | Akten-Nr.     | Bild |
| --------------------- | ----------------- | --- | ------------- | ---- |
| Bogenhof 1 (Standort) | Kapelle Mariahilf | Giebelständiger Satteldachbau mit Rahmengliederung, 18. Jahrhundert; mit Ausstattung; westlich am Ortsrand | D-3-73-167-46 | BW   |

### Dantersdorf
| Lage                                            | Objekt                | Beschreibung                                                               | Akten-Nr.     | Bild |
| ----------------------------------------------- | --------------------- | -------------------------------------------------------------------------- | ------------- | ---- |
| In Dantersdorf, nördlich am Ortsrand (Standort) | Dorfkapelle St. Maria | Quadratischer Bau mit Pyramidendach, Dachreiter und Rahmengliederung, 1662 | D-3-73-167-47 | BW   |

### Deusmauer
| Lage                      | Objekt                                          | Beschreibung | Akten-Nr.     | Bild           |
| ------------------------- | ----------------------------------------------- | --- | ------------- | -------------- |
| Hammerstraße 1 (Standort) | Katholische Pfarrkirche St. Maria und Margareta | Saalbau mit eingezogenem Polygonalchor, Vorzeichen und Chorflankenturm mit Welscher Haube, 1710–12; mit Ausstattung | D-3-73-167-48 | weitere Bilder |

### Dürn
| Lage                                       | Objekt                | Beschreibung                                                         | Akten-Nr.     | Bild |
| ------------------------------------------ | --------------------- | -------------------------------------------------------------------- | ------------- | ---- |
| In Dürn, am nördlichen Ortsrand (Standort) | Dorfkapelle St. Maria | Satteldachbau mit eingezogener Rundapsis und Glockendachreiter, 1895 | D-3-73-167-49 | BW   |

### Finsterweiling
| Lage                                             | Objekt                             | Beschreibung                                                                                                 | Akten-Nr.     | Bild |
| ------------------------------------------------ | ---------------------------------- | --- | ------------- | --- |
| Bachstraße (Standort)                            | Bauernhaus                         | Eingeschossiger und traufständiger Wohnstallstadelbau mit Satteldach und Fachwerkgiebel, 18./19. Jahrhundert | D-3-73-167-52 | Bauernhaus |
| Bachstraße 9 (Standort)                          | Katholische Kapelle Herz Jesu      | Polygonal schließender und giebelständiger Satteldachbau mit Glockendachreiter und Spitzhelm, 1892           | D-3-73-167-50 | weitere Bilder |
| Windberg 1 (auf dem Weg nach Velburg) (Standort) | Felsenkapelle Zum Blutigen Heiland | Giebelständiger Satteldachbau, bezeichnet mit 1897, mit Ausstattung                                          | D-3-73-167-51 | [[Vorlage:Bilderwunsch/code!/C:49.223636,11.657979!/D:Windberg 1 (auf dem Weg nach Velburg), Felsenkapelle Zum Blutigen Heiland!/\|BW]] |

### Freudenricht
| Lage                      | Objekt                                | Beschreibung                                                                                              | Akten-Nr.     | Bild           |
| ------------------------- | ------------------------------------- | --- | ------------- | -------------- |
| Freudenricht 8 (Standort) | Katholische Filialkirche St. Leonhard | Saalbau mit eingezogenem Polygonalchor, Glockendachreiter und Zwiebelhaube, 1751 geweiht; mit Ausstattung | D-3-73-167-53 | weitere Bilder |

### Günching
| Lage                                            | Objekt                            | Beschreibung | Akten-Nr.     | Bild           |
| ----------------------------------------------- | --------------------------------- | --- | ------------- | -------------- |
| Krondorfer Straße 9 (Standort)                  | Mariengrotte                      | In Kapellengehäuse mit Schweifgiebel, bezeichnet mit 1930 | D-3-73-167-56 | BW             |
| Schmiedgasse, am nördlichen Ortsrand (Standort) | Bildstock                         | Schaft mit verbreitertem Kopfstück, Kalkstein, bezeichnet mit 1862 | D-3-73-167-58 | BW             |
| Krondorfer Straße 3 (Standort)                  | Katholische Pfarrkirche St. Maria | Saalbau mit eingezogenem Polygonalchor und Fassadenturm mit Zwiebelhaube, 1716–20; Seelenkapelle, Oktogonalbau mit Laterne und Anbau mit Flachsatteldach, 1728; mit Ausstattung   | D-3-73-167-54 | weitere Bilder |
| Krondorfer Straße 5 (Standort)                  | Pfarrhaus                         | Zweigeschossiger und traufständiger Satteldachbau mit Putzgliederungen, 1902–04                                                                                                   | D-3-73-167-55 | BW             |
| Haide, auf dem sogenannten Pinzbügl (Standort)  | Waldkapelle St. Jakobus           | Sechseckiger Pylon mit Muschelnischen und Umgang auf Holzstützen, flachem Pyramidendach mit Zwiebelhaube und Blechschnittfigur des Patrons, um 1730; auf dem sogenannten Pinzbügl | D-3-73-167-57 | BW             |

### Habsberg
| Lage                     | Objekt             | Beschreibung | Akten-Nr.     | Bild           |
| ------------------------ | ------------------ | --- | ------------- | -------------- |
| Habsberg 1, 2 (Standort) | Wallfahrt Habsberg | Gestiftet 1680 von dem Helfenberger Amtspfleger Johann Panzer; Katholische Wallfahrtskirche Mariä Heimsuchung, Wandpfeilerbau mit eingezogenem Rechteckchor, mittlerem Fassadenturm mit Zwiebelhaube und Bändergliederung, 1760–69 von Leonhard Matthäus Gießl, Turmhaube 1881; Katholische Gnadenkapelle, sogenannte Kleine Wallfahrtskirche Mariä Himmelfahrt, Saalbau mit eingezogenem Polygonalchor, Sakristeianbau, Vorzeichen, Walmdach und Glockendachreiter mit Zwiebelhaube, 1731, Weihe 1747, Chor letzter Rest des ursprünglichen Achteckbaus von 1680–82, Innenumbauten 1911–18; mit Ausstattung; Kreuzweg mit 14 Stationen, Pfeiler mit profiliertem Kapitell und Kopfstück, Kalkstein, 2. Hälfte 19. Jahrhundert, Stationsbilder erneuert | D-3-73-167-60 | weitere Bilder |

### Harenzhofen
| Lage                                      | Objekt                               | Beschreibung | Akten-Nr.     | Bild           |
| ----------------------------------------- | ------------------------------------ | --- | ------------- | -------------- |
| In Harenzhofen, am nördlichen Ortsrand () | Feldkapelle Sankt Wendelin           | Satteldachbau mit stichbogiger Öffnung und Putzrahmung, vor 1765; mit Ausstattung | D-3-73-167-66 |                |
| Harenzhofen 20 (Standort)                 | katholische Filialkirche St. Ägidius | Saalbau mit eingezogenem Polygonalchor und Glockendachreiter mit Zwiebelhaube auf profiliertem Fuß, 1693 von Martin Puchtler und Einbeziehung von mittelalterlicher Bausubstanz, 1763 Veränderungen durch Georg Plankl; mit Ausstattung | D-3-73-167-62 | weitere Bilder |

### Hollerstetten
| Lage                    | Objekt                               | Beschreibung | Akten-Nr.     | Bild           |
| ----------------------- | ------------------------------------ | --- | ------------- | -------------- |
| Kirchplatz 1 (Standort) | katholische Filialkirche St. Stephan | Saalbau mit eingezogenem halbrundem Chor und Giebeldachreiter, um 1750; mit Ausstattung                                                                                 | D-3-73-167-68 | weitere Bilder |
| Ortsstraße 2 (Standort) | Mühlengebäude                        | Dreigeschossiger und giebelständiger Satteldachbau, wohl 17. Jahrhundert                                                                                                | D-3-73-167-69 | Mühlengebäude  |
| Ortsstraße 8 (Standort) | Bauernhaus                           | Zweigeschossiger und giebelständiger Steildachbau mit Inschriften, Quadersteinbau, bezeichnet mit 1794, mit älterem Kern, angeblich aus Steinen der Burg in Oberweiling | D-3-73-167-70 | Bauernhaus     |

### Kirchenwinn
| Lage                      | Objekt                                           | Beschreibung                                                                                         | Akten-Nr.     | Bild           |
| ------------------------- | ------------------------------------------------ | --- | ------------- | -------------- |
| Kirchenwinn 14 (Standort) | Katholische Filialkirche St. Johannes der Täufer | Saalbau mit eingezogenem Polygonalchor und Chordachreiter mit Zwiebelhaube, ab 1766; mit Ausstattung | D-3-73-167-73 | weitere Bilder |

### Krondorf
| Lage                  | Objekt               | Beschreibung                                                                        | Akten-Nr.     | Bild |
| --------------------- | -------------------- | ----------------------------------------------------------------------------------- | ------------- | ---- |
| Krondorf 5 (Standort) | Hofkapelle St. Maria | Giebelständiger Satteldachbau mit Glockendachreiter und korbbogigen Öffnungen, 1848 | D-3-73-167-74 | BW   |

### Lengenfeld
| Lage                                                                       | Objekt                                                                             | Beschreibung | Akten-Nr.      | Bild                         |
| -------------------------------------------------------------------------- | ---------------------------------------------------------------------------------- | --- | -------------- | ---------------------------- |
| Helfenbergstraße 7 (Standort)                                              | Wohnhaus                                                                           | Eingeschossiger Mansardwalmdachbau, 18./19. Jahrhundert | D-3-73-167-76  | weitere Bilder               |
| Helfenbergstraße 9 (Standort)                                              | Schloss, ehemals Pfleggericht der Grafen Tilly, später sogenannte Obere Wirtschaft | Zweigeschossiger Walmdachbau mit Pilasterportal und Putzrahmung, wohl 1691; mit Ausstattung | D-3-73-167-77  | weitere Bilder               |
| In Lengenfeld, am Schloßberg ()                                            | Feldkapelle, sogenannte Panzer-Kapelle St. Maria                                   | Satteldachbau mit rundbogiger Öffnung, 1678; mit Ausstattung; am Schloßberg | D-3-73-167-84  |                              |
| Badermoos, an der Laaberbrücke (Standort)                                  | Johannes-Nepomuk-Kapelle, früher Marienkapelle                                     | Offenes Gehäuse mit schindelgedeckter Welscher Haube, Vordach und Rahmengliederungen, vor 1767; mit Ausstattung | D-3-73-167-85  | weitere Bilder               |
| Nähe Lüßweg, auf dem Liasberg (Standort)                                   | Feldkapelle, sogenannte Lias-Kapelle                                               | Zentralisierender Bau mit schindelgedeckter Welscher Haube und Pilastergliederung, 1731; mit Ausstattung | D-3-73-167-83  | weitere Bilder               |
| Nähe Sankt-Martin-Straße (Standort)                                        | Kapelle Hl. Kreuz                                                                  | Quadratischer Bau mit Welscher Haube, hölzerner Laterne, Pilastergliederung und Blechschnitt-Wetterfahne mit hl. Martin, 1760 | D-3-73-167-82  | weitere Bilder               |
| Sankt-Martin-Straße 1 (Standort)                                           | Wohnhaus, ehemalige Bäckerei                                                       | Eingeschossiger und giebelständiger Massivbau, verputzt, mit steilem Satteldach, 18. Jahrhundert, im Kern älter; (vom Keller nach Süden unterirdische Gänge ausgehend, zu Erdstall gehörig, wohl mittelalterlich?) | D-3-73-167-78  | Wohnhaus, ehemalige Bäckerei |
| Sankt-Martin-Straße 3 (Standort)                                           | Ehemaliges Benefiziatenhaus                                                        | Zweigeschossiger Walmdachbau mit Pilasterportal und Wappenstein, 1. Hälfte 18. Jahrhundert | D-3-73-167-133 | weitere Bilder               |
| St.-Martin-Straße 6; St.-Martin-Straße 18; St.-Martin-Straße 16 (Standort) | Brauereigasthof Winklerbräu                                                        | Zweigeschossiger und verputzter Massivbau mit hohem Halbwalmdach und Ladeluken, im Kern 1428 (bezeichnet im Dachbalken); mit Ausstattung; Kelleranlage, Vor- und Hauptkeller, in den Eisensandstein getriebene Gänge zur Lagerung von Eis und Feldfrüchten, mittelalterlich bis 19. Jahrhundert, Ausmauerungen um 1837 (bezeichnet); Bierlagerkeller, tonnengewölbter Raum aus Ziegelsteinen, mit Fassauflager, 19. Jahrhundert; Eiskammer mit Überbau, 19./20. Jahrhundert | D-3-73-167-79  | weitere Bilder               |
| Sankt-Martin-Straße 16 (Standort)                                          | Ehemaliges Pfarrhaus                                                               | Langgestreckter zweigeschossiger und traufständiger Satteldachbau, im Kern Mitte 17. Jahrhundert, um 1900 im Inneren zum Teil überformt, Anbau mit Walmdach nach Westen um 1700 | D-3-73-167-80  | weitere Bilder               |
| Sankt-Martin-Straße 18 (Standort)                                          | Katholische Pfarrkirche St. Martin                                                 | Saalbau mit Chorturm und Zwiebelhaube, Fassade mit Schweifgiebel und Pilastergliederung, 1693–96 unter Verwendung von Teilen der romanischen Langhausmauer und des romanischen Turmunterbaus; mit Ausstattung; Taufstein, rundes Kalksteinbecken, wohl mittelalterlich | D-3-73-167-81  | weitere Bilder               |

### Mantlach bei Velburg
| Lage                   | Objekt                               | Beschreibung | Akten-Nr.     | Bild           |
| ---------------------- | ------------------------------------ | --- | ------------- | -------------- |
| In Mantlach (Standort) | Dorfkapelle                          | Zentralbau mit Pilasterportal, Zeltdach und Dachreiter, Wetterfahne modern bezeichnet mit 1767, Dachreiter 1881 | D-3-73-167-86 | weitere Bilder |
| Mantlach 5 (Standort)  | Bauernhaus, ehemaliges Wohnstallhaus | Zweigeschossiger und giebelständiger Steildachbau mit Ladeluken und Figurennischen, 18./19. Jahrhundert         | D-3-73-167-87 | weitere Bilder |

### Oberweickenhof
| Lage                                                 | Objekt               | Beschreibung                                                                                               | Akten-Nr.     | Bild |
| ---------------------------------------------------- | -------------------- | --- | ------------- | ---- |
| In Oberweickenhof, am nördlichen Ortsrand (Standort) | Wegkapelle St. Maria | Giebelständiger Satteldachbau mit Frontpilastern, 18. Jahrhundert; mit Ausstattung; am nördlichen Ortsrand | D-3-73-167-88 | BW   |

### Oberweiling
| Lage                                               | Objekt                               | Beschreibung | Akten-Nr.      | Bild           |
| -------------------------------------------------- | ------------------------------------ | --- | -------------- | -------------- |
| An der Wehrmauer 2 (Standort)                      | Katholische Pfarrkirche Mariä Geburt | Saalbau mit Chorturm, Zwiebelhaube und Walmdach, spätromanisch, um 1225, Einwölbung des Langhauses Mitte 14. Jahrhundert, Umbauten 17./18. Jahrhundert, erweitert 1913, mit Ausstattung; Ehemalige Friedhofskapelle St. Michael, heute Lourdesgrotte, spätromanische Reste; Friedhofsbefestigung, geschlossene Mauerumfriedung mit zwei Tortürmen und Pultdächern, an der Südostecke Tor mit Fußgängerdurchgang, wohl spätromanisch | D-3-73-167-89  | weitere Bilder |
| Nähe Pfarrweg (Standort)                           | Zugehöriger Fachwerkstadel           | Mitte 19. Jahrhundert | D-3-73-167-90  | weitere Bilder |
| Pfarrweg 6 (Standort)                              | Ehemaliges Schulhaus                 | Zweigeschossiger und gruppierter Putzbau mit Walm- und Pyramidendach, Inschrift und Marienrelief, historisierender Jugendstil, 1907; mit Einfriedung | D-3-73-167-179 | weitere Bilder |
| Am Kalkofen, am Weg nach Finsterweiling (Standort) | Steinkreuz                           | Griechische Form, Kalkstein, wohl spätmittelalterlich | D-3-73-167-91  | weitere Bilder |

### Oberwiesenacker
| Lage                                                      | Objekt                               | Beschreibung | Akten-Nr.     | Bild           |
| --------------------------------------------------------- | ------------------------------------ | --- | ------------- | -------------- |
| Gehermühlstraße, an der Straße nach Gehermühle (Standort) | Bildstock                            | Rechteckiger Schaft mit stichbogiger Bildnische und Gusseisenkreuz, Anfang 19. Jahrhundert                         | D-3-73-167-97 | BW             |
| Erlengraben 2 ()                                          | Wohnstallhaus                        | ,Eingeschossiger und traufständiger Steildachbau mit Fachwerkgiebel, 18./19. Jahrhundert                           | D-3-73-167-93 |                |
| Vierbrunnenweg 10 ()                                      | Wohnstallhaus                        | Eingeschossiger und traufständiger Halbwalmdachbau, 18. Jahrhundert                                                | D-3-73-167-94 |                |
| Weickenhofer Straße 2 (Standort)                          | Katholische Pfarrkirche St. Wilibald | Saalbau mit eingezogenem Polygonalchor, Chorflankenturm und Vorzeichen, 1726 von Giovanni Rigalia; mit Ausstattung | D-3-73-167-95 | weitere Bilder |
| Weickenhofer Straße 4 ()                                  | Pfarrhaus                            | Zweigeschossiger Walmdachbau auf Kalksteinsockel mit Eckpilastern und Mansardwalmdach-Risalit, 1906/07             | D-3-73-167-96 |                |

### Ostermühle
| Lage            | Objekt               | Beschreibung                                                         | Akten-Nr.     | Bild |
| --------------- | -------------------- | -------------------------------------------------------------------- | ------------- | ---- |
| Ostermühle 1 () | Wegkapelle St. Jakob | Giebelständiger Satteldachbau mit stichbogiger Öffnung, 1765 genannt | D-3-73-167-99 |      |

### Pathal
| Lage                    | Objekt     | Beschreibung | Akten-Nr.      | Bild |
| ----------------------- | ---------- | --- | -------------- | ---- |
| Pathal 3; Pathal 3 a () | Bauernhaus | Zweigeschossiger Walmdachbau, 17. Jahrhundert; Hofkapelle St. Marien, traufständiger Satteldachbau mit eingezogener, halbrunder Apsis, teilweise in den angrenzenden Stall verbaut, 1858; mit Ausstattung | D-3-73-167-101 |      |

### Prönsdorf
| Lage                    | Objekt                     | Beschreibung                                                                         | Akten-Nr.      | Bild           |
| ----------------------- | -------------------------- | ------------------------------------------------------------------------------------ | -------------- | -------------- |
| Prönsdorf 16 (Standort) | Dorfkapelle Mariä Opferung | Giebelständiger Satteldachbau mit eingezogener Polygonalapsis, 1867; mit Ausstattung | D-3-73-167-102 | weitere Bilder |

### Rammersberg
| Lage                      | Objekt                                 | Beschreibung | Akten-Nr.      | Bild           |
| ------------------------- | -------------------------------------- | --- | -------------- | -------------- |
| In Rammersberg (Standort) | Katholischen Filialkirche St. Nikolaus | Saalbau mit Chorturm, Satteldach und Zwiebelhaube, 1654 mit älterem Kern; mit Ausstattung; Steinkreuz, griechisches Kreuz mit leicht beschädigtem Arm, wohl spätmittelalterlich; von der Straße 2220 bei Rammersberg hierher versetzt | D-3-73-167-104 | weitere Bilder |

### Regenfußmühle
| Lage                       | Objekt        | Beschreibung                                                           | Akten-Nr.      | Bild |
| -------------------------- | ------------- | ---------------------------------------------------------------------- | -------------- | ---- |
| Regenfußmühle 1 (Standort) | Mühlengebäude | Zweigeschossiger und traufständiger Satteldachbau, 17./18. Jahrhundert | D-3-73-167-106 | BW   |

### Reichertswinn
| Lage                        | Objekt                         | Beschreibung                                                                         | Akten-Nr.      | Bild |
| --------------------------- | ------------------------------ | ------------------------------------------------------------------------------------ | -------------- | ---- |
| In Reichertswinn (Standort) | Dorfkapelle Hl. Dreifaltigkeit | Traufständiger Satteldachbau mit Turmstumpf, Anfang 18. Jahrhundert; mit Ausstattung | D-3-73-167-107 | BW   |

### Richterhof
| Lage       | Objekt        | Beschreibung                            | Akten-Nr.      | Bild           |
| ---------- | ------------- | --------------------------------------- | -------------- | -------------- |
| (Standort) | Marienkapelle | Mitte 19. Jahrhundert; mit Ausstattung. | D-3-73-167-109 | weitere Bilder |

### Ronsolden
| Lage                                     | Objekt                                            | Beschreibung | Akten-Nr.      | Bild                                           |
| ---------------------------------------- | ------------------------------------------------- | --- | -------------- | ---------------------------------------------- |
| Sankt-Margareta-Straße 1 (Standort)      | Katholische Filialkirche St. Maria und Margaretha | Saalbau mit eingezogenem Polygonalchor, Zwiebelhaube und Giebeldachreiter, spätromanisch, 13. Jahrhundert, Chor 1719; mit Ausstattung           | D-3-73-167-110 | weitere Bilder                                 |
| Sankt-Margareta-Straße 2, 2 a (Standort) | Wohnstallhaus einer ehemaligen Ziegelbrennerei    | Zweigeschossiger und giebelständiger Schopfwalmdachbau mit korbbogigen Öffnungen und Heiligennische, frühes 19. Jahrhundert, Stallteil erneuert | D-3-73-167-111 | Wohnstallhaus einer ehemaligen Ziegelbrennerei |

### Sankt Colomann
| Lage                        | Objekt                                | Beschreibung                                                                                | Akten-Nr.      | Bild           |
| --------------------------- | ------------------------------------- | ------------------------------------------------------------------------------------------- | -------------- | -------------- |
| Sankt Colomann 9 (Standort) | Katholische Filialkirche St. Colomann | Saalbau mit eingezogenem Polygonalchor und verschindeltem Dachreiter, 1732; mit Ausstattung | D-3-73-167-112 | weitere Bilder |

### Sankt Wolfgang
| Lage                        | Objekt                                    | Beschreibung | Akten-Nr.      | Bild           |
| --------------------------- | ----------------------------------------- | --- | -------------- | -------------- |
| Sankt Wolfgang 9 (Standort) | Katholische Wallfahrtskirche St. Wolfgang | Saalbau mit eingezogenem Polygonalchor und Westturm, 1467 errichtet durch Peter von Weiden (Bauinschrift auf der Westseite), Sakristei im Kern älter, 1694 Umgestaltung durch Johann Puchtler, 1757 Barockisierung; mit Ausstattung | D-3-73-167-113 | weitere Bilder |

### Schafhof
| Lage                  | Objekt        | Beschreibung                                                                      | Akten-Nr.      | Bild |
| --------------------- | ------------- | --------------------------------------------------------------------------------- | -------------- | ---- |
| Schafhof 1 (Standort) | Wohnstallhaus | Zweigeschossiger und traufständiger Massivbau mit Satteldach, bezeichnet mit 1874 | D-3-73-167-135 | BW   |

### Schallermühle
| Lage               | Objekt     | Beschreibung                                                                | Akten-Nr.      | Bild           |
| ------------------ | ---------- | --------------------------------------------------------------------------- | -------------- | -------------- |
| St 2251 (Standort) | Steinkreuz | Kompaktes griechisches Kreuz mit gerundeten Armen, wohl spätmittelalterlich | D-3-73-167-187 | weitere Bilder |

### Schwaighof
| Lage                              | Objekt               | Beschreibung | Akten-Nr.     | Bild           |
| --------------------------------- | -------------------- | --- | ------------- | -------------- |
| Helfenberg; Schloßberg (Standort) | Burgruine Helfenberg | Reste des Schlossunterbaus, der Toreinfahrt und der Vorburg, Bruchstein, mittelalterlich, um 1190, das von den Grafen Tilly hier durch Giovanni Antonio Viscardi 1696–1707 erbaute Schloss 1796 zerstört und ab 1807 weitgehend abgebrochen | D-3-73-167-75 | weitere Bilder |

### Sommertshof
| Lage                                                          | Objekt               | Beschreibung | Akten-Nr.      | Bild           |
| ------------------------------------------------------------- | -------------------- | --- | -------------- | -------------- |
| Nähe Sommertshof, an der Straße nach Reichertswinn (Standort) | Wegkapelle St. Maria | Polygonal schließender und traufständiger Satteldachbau mit Giebeldachreiter, 1892; an der Straße nach Reichertswinn | D-3-73-167-116 | weitere Bilder |

### Unterweickenhof
| Lage                         | Objekt                 | Beschreibung | Akten-Nr.      | Bild           |
| ---------------------------- | ---------------------- | --- | -------------- | -------------- |
| Unterweickenhof 4 (Standort) | Dorfkapelle St. Lorenz | Polygonal schließender und traufständiger Satteldachbau mit Glockendachreiter und Zwiebelhaube, 17. Jahrhundert mit Einbeziehung der mittelalterlichen Langhausmauern; mit Ausstattung | D-3-73-167-117 | weitere Bilder |

### Unterwiesenacker
| Lage                              | Objekt                                 | Beschreibung                                                                             | Akten-Nr.      | Bild |
| --------------------------------- | -------------------------------------- | ---------------------------------------------------------------------------------------- | -------------- | ---- |
| Sankt-Nepomuk-Straße 6 (Standort) | Kapellenbildstock St. Johannes Nepomuk | Mit Satteldachbau und rundbogiger Figurennische, frühes 19. Jahrhundert; mit Ausstattung | D-3-73-167-118 | BW   |

### Wüstung Breitenwinn
| Lage           | Objekt      | Beschreibung                       | Akten-Nr.      | Bild |
| -------------- | ----------- | ---------------------------------- | -------------- | ---- |
| Breitenwinn () | Rechteckbau | Grundmauerreste eines Rechteckbaus | D-3-73-167-120 |      |

### Wüstung Geroldsee
| Lage         | Objekt                                 | Beschreibung                                                           | Akten-Nr.      | Bild |
| ------------ | -------------------------------------- | ---------------------------------------------------------------------- | -------------- | ---- |
| Geroldsee () | Ehemalige Katholische Kirche St. Georg | 1728, Turm 19. Jahrhundert, erhaltene Grundmauern bis zu etwa 3 m Höhe | D-3-73-167-121 |      |

### Wüstung Griffenwang
| Lage           | Objekt                                     | Beschreibung                                                         | Akten-Nr.      | Bild |
| -------------- | ------------------------------------------ | -------------------------------------------------------------------- | -------------- | ---- |
| Griffenwang () | Ehemalige Katholische Kirche St. Katharina | Wohl 18. Jahrhundert, erhaltener Turm und Außenmauern des Langhauses | D-3-73-167-122 |      |
| Griffenwang () | Ehemalige katholische Kapelle St. Maria    | 17. Jahrhundert, erhaltene Reste der Außenmauern auf 1 bis 2 m Höhe  | D-3-73-167-129 |      |

### Wüstung Kircheneidenfeld
| Lage                | Objekt                          | Beschreibung                                             | Akten-Nr.      | Bild |
| ------------------- | ------------------------------- | -------------------------------------------------------- | -------------- | ---- |
| Kircheneidenfeld () | Ehemalige Nebenkirche St. Maria | Romanisch, erhaltene Langhauswände und eingezogene Apsis | D-3-73-167-123 |      |

### Wüstung Kittensee
| Lage | Objekt | Beschreibung | Akten-Nr. | Bild |
| ---- | ------ | ------------ | --------- | ---- |

### Wüstung Lutzmannstein
| Lage                     | Objekt                                                    | Beschreibung                                                                                | Akten-Nr.      | Bild               |
| ------------------------ | --------------------------------------------------------- | ------------------------------------------------------------------------------------------- | -------------- | ------------------ |
| Lutzmannstein (Standort) | Ehemaliges Schloss                                        | Erhaltene Außenmauern bis zum 1. OG, Portal mit Pilasterrahmung, 1730                       | D-3-73-167-127 | Ehemaliges Schloss |
| Lutzmannstein (Standort) | Ehemalige Schlosskapelle St. Ottilia                      | Erhaltene Reste der Grundmauern, gotisch, im 18. Jahrhundert verändert                      | D-3-73-167-126 | BW                 |
| Lutzmannstein (Standort) | Ehemalige Katholische Pfarrkirche St. Maria und St. Lucia | Erhaltene Außenmauern und Reste der Wölbung, 1709 mit Einbeziehung mittelalterlicher Mauern | D-3-73-167-125 | BW                 |
| Lutzmannstein (Standort) | Ehemaliges Torhaus der Burg                               | Ruine, wohl spätmittelalterlich                                                             | D-3-73-167-188 | weitere Bilder     |

### Wüstung Pielenhofen
| Lage           | Objekt                                    | Beschreibung | Akten-Nr.      | Bild |
| -------------- | ----------------------------------------- | --- | -------------- | ---- |
| Pielenhofen () | Ehemalige Katholische Kirche St. Nikolaus | Romanisch mit gotischem Ostturm, um 1400, erhaltene Reste der Außenmauern; Ehemalige Friedhofsmauer, Bruchstein; um die Kirchenruine | D-3-73-167-128 |      |

### Wüstung Schauerstein
| Lage           | Objekt                                  | Beschreibung                                                        | Akten-Nr.      | Bild |
| -------------- | --------------------------------------- | ------------------------------------------------------------------- | -------------- | ---- |
| Griffenwang () | Ehemalige katholische Kapelle St. Maria | 17. Jahrhundert, erhaltene Reste der Außenmauern auf 1 bis 2 m Höhe | D-3-73-167-129 |      |

### Wüstung Schmidheim
| Lage                       | Objekt                                        | Beschreibung                                                                         | Akten-Nr.      | Bild                                          |
| -------------------------- | --------------------------------------------- | ------------------------------------------------------------------------------------ | -------------- | --------------------------------------------- |
| Unterschmidheim (Standort) | Ehemalige Katholische Kirche St. Bartholomäus | 19. Jahrhundert mit Turm des 18. Jahrhunderts, Seitenwände und Turmunterbau erhalten | D-3-73-167-130 | Ehemalige Katholische Kirche St. Bartholomäus |

### Wüstung Weidenhüll
| Lage          | Objekt                                  | Beschreibung                                            | Akten-Nr.      | Bild |
| ------------- | --------------------------------------- | ------------------------------------------------------- | -------------- | ---- |
| Weidenhüll () | Ehemalige Katholische Kirche St. Ursula | 1775, erhaltene Reste der Außenmauern bis ca. 1 m Höhe. | D-3-73-167-131 |      |

## Ehemalige Baudenkmäler
In diesem Abschnitt sind Objekte aufgeführt, die früher einmal in der Denkmalliste eingetragen waren, jetzt aber nicht mehr. Objekte, die in anderem Zusammenhang – also z. B. als Teil eines Baudenkmals – weiter eingetragen sind, sollen hier nicht aufgeführt werden. Aktennummern in diesem Abschnitt sind ehemalige, jetzt nicht mehr gültige Aktennummern.

| Lage                                            | Objekt                                            | Beschreibung | Akten-Nr.      | Bild           |
| ----------------------------------------------- | ------------------------------------------------- | --- | -------------- | -------------- |
| Velburg Alte Seubersdorfer Straße 2 ()          | Katholische Kapelle Unseres Herren Ruhe           | Katholische Kapelle Unseres Herren Ruhe, 1762; mit Ausstattung.                                                                                   | D-3-73-167-3   |                |
| Velburg Parsberger Straße 10, Untere Gasse 1 () | Traufseithaus mit rundbogiger Toreinfahrt         | 17./18. Jahrhundert | D-3-73-167-34  |                |
| Habsberg am Weg nach Richthofen ()              | Bildstock                                         | 18./19. Jahrhundert | D-3-73-167-61  |                |
| Harenzhofen Harenzhofen 11 ()                   | Bauernhaus                                        | Wohnstallbau mit Zwerchhaus, 18./19. Jahrhundert                                                                                                  | D-3-73-167-134 |                |
| Harenzhofen Haus Nummer 2 (Standort)            | Bauernhaus                                        | Wohnstallbau mit Fachwerkgiebel, 18./19. Jahrhundert                                                                                              | D-3-73-167-63  | BW             |
| Harenzhofen In Harenzhofen (Standort)           | Bauernhaus                                        | Wohnstallbau mit Putzbänderung, Anfang 19. Jahrhundert; Backofen, Anfang 19. Jahrhundert                                                          | D-3-73-167-65  | Bauernhaus     |
| Hennenhof Hennenhof 1 (Standort)                | Bauernhaus                                        | Wohnstallbau mit Putzbänderung, 18./19. Jahrhundert                                                                                               | D-3-73-167-67  | BW             |
| Hollerstetten nördlich des Ortes (Standort)     | Bildstock                                         | Bezeichnet mit 1891 | D-3-73-167-71  | BW             |
| Oberweiling am Weg nach Velburg (Standort)      | Zwei Sühnekreuze                                  | Wohl spätmittelalterlich | D-3-73-167-92  | BW             |
| Reichertswinn Haus Nummer 7 (Standort)          | Bauernhaus                                        | Wohnstallbau, 18./19. Jahrhundert | D-3-73-167-108 | BW             |
| Schallermühle Schallermühle 1 (Standort)        | Bauernhaus                                        | Wohnstallbau, 17. Jahrhundert im Kern um 1450; Fachwerkstadel, Anfang 19. Jahrhundert                                                             | D-3-73-167-114 | BW             |
| Wüstung Kittensee Kittensee ()                  | Ehemalige katholische Filialkirche St. Sebastian, | Erhaltener Turmstumpf und Langhauswände mit Resten mittelalterlicher Fresken, spätgotisch, frühes 15. Jahrhundert, Umbauten Mitte 17. Jahrhundert | D-3-73-167-124 | weitere Bilder |

## Abgegangene Baudenkmäler
In diesem Abschnitt sind Objekte aufgeführt, die früher einmal in der Denkmalliste eingetragen waren, jetzt aber nicht mehr existieren, z. B. weil sie abgebrochen wurden. Aktennummern in diesem Abschnitt sind ehemalige, jetzt nicht mehr gültige Aktennummern.

| Lage                                 | Objekt                                 | Beschreibung                                                                 | Akten-Nr.     | Bild |
| ------------------------------------ | -------------------------------------- | ---------------------------------------------------------------------------- | ------------- | ---- |
| Velburg Sankt-Anna-Weg 11 (Standort) | Wohnteil eines ehemaligen Bauernhauses | Zweigeschossiger und giebelständiger Krüppelwalmdachbau, 18./19. Jahrhundert | D-3-73-167-23 | BW   |